# Congregazione delle Sacre Stimmate di Nostro Signore Gesù Cristo
La Congregazione delle Sacre Stimmate di Nostro Signore Gesù Cristo (in latino Congregatio a Sacris Stigmatibus Domini Nostri Iesus Christi) è un istituto religioso maschile di diritto pontificio: i membri di questa congregazione clericale, detti comunemente Stimmatini, pospongono al loro nome la sigla C.S.S.

## Storia

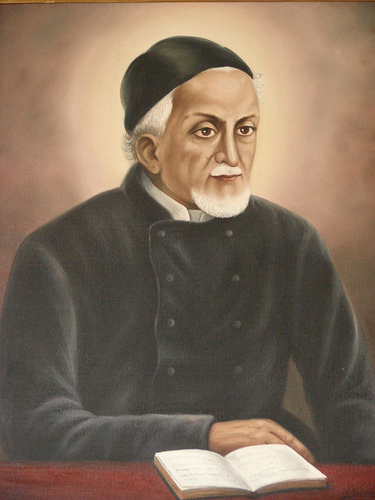
Gaspare Bertoni, fondatore della congregazione

La congregazione venne fondata da Gaspare Bertoni (1777-1853). Mentre studiava presso le scuole municipali di San Sebastiano a Verona, prese a frequentare l'annessa congregazione mariana, al tempo diretta da Luigi Fortis, futuro preposito generale della Compagnia di Gesù; ordinato sacerdote nel 1800, iniziò a prestare servizio presso la parrocchia di San Paolo, dove si dedicò particolarmente all'azione a favore dei ragazzi, per i quali nel 1802 organizzò il primo oratorio mariano con l'intento di favorire il ritorno dei giovani alla pratica religiosa.
Bertoni fu anche confessore della primitiva comunità delle Figlie della Carità di Verona e consigliere di Leopoldina Naudet, fondatrice delle Sorelle della Sacra Famiglia; si dedicò anche alla cura del giovane clero e nel 1810 il vescovo di Verona lo nominò direttore spirituale del seminario diocesano.
A coronamento di questa sua intensa opera di apostolato, Bertoni cominciò a meditare di organizzare una nuova famiglia religiosa di missionari apostolici al servizio dei vescovi (in obsequium Episcoporum): come i gesuiti, i suoi sacerdoti avrebbero dovuto dedicarsi a varie forme di ministero, ma il voto di obbedienza al papa sarebbe stato sostituito dall'impegno a servire i vescovi diocesani. Tale progetto iniziò a delinearsi meglio nel 1816, quando Bertoni predicò con successo una missione popolare nella parrocchia di San Fermo Maggiore.
Nell'agosto 1816 a Bertoni vennero affidati la chiesa delle Stimmate di San Francesco e i locali annessi, che divennero il centro della sua opera, e il 4 novembre successivo, insieme a don Giovanni Maria Marani e al fratello coadiutore Paolo Zanolli, diede inizio alla sua congregazione. A causa del clima politico ostile alle istituzioni religiose, per giustificare l'unione di sacerdoti di fronte alle autorità civili Bertoni aprì un ginnasio gratuito per i figli del popolo.
Le regole degli stimmatini vennero redatte da Bertoni a partire dal 1841 secondo il modello delle costituzioni della Compagnia di Gesù. Il nome di Stimatini (vecchia grafia, oggi sostituita da Stimmatini), non era nelle costituzioni, ma fu comunemente adoperato con riferimento alla sede della congregazione. Dal nome assunto quasi per caso, sorse la speciale devozione della Congregazione per le Stimmate di N.S.G.C.
La congregazione delle Sacre Stimmate ricevette il pontificio decreto di lode il 16 aprile 1855 e l'approvazione della Santa Sede il 15 settembre 1890: le sue costituzioni vennero approvate definitivamente il 23 giugno 1925.
Nel 1926 gli stimmatini vennero chiamati a dedicarsi anche alle missioni estere e la Santa Sede affidò loro la missione cinese di Yixian, eretta in prefettura apostolica nel 1935; altre missioni vennero aperte negli Stati Uniti d'America, in Canada e in Brasile. Dopo l'avvento del regime comunista in Cina, i missionari stimmatini espulsi si divisero tra Thailandia, Filippine, Sudafrica, Costa d'Avorio, Tanzania, Cile.
Il fondatore, beatificato nel 1975, è stato proclamato santo da papa Giovanni Paolo II il 1º novembre 1989.

## Attività e diffusione
Gli stimmatini si dedicano alla predicazione dei ritiri e delle missioni popolari, alla catechesi, alla formazione del clero nei seminari, all'istruzione e all'educazione della gioventù in scuole e oratori.
Sono presenti in Europa (Georgia, Germania, Italia, Regno Unito), nelle Americhe (Brasile, Cile, Paraguay, Stati Uniti d'America), in Asia (Filippine, India, Thailandia), in Africa (Botswana, Costa d'Avorio, Sudafrica, Tanzania). La sede generalizia, dal 1906, è a Roma.
Alla fine del 2008 la congregazione contava 95 case con 428 religiosi, 310 dei quali sacerdoti.